# École de la Comédie de Saint-Étienne

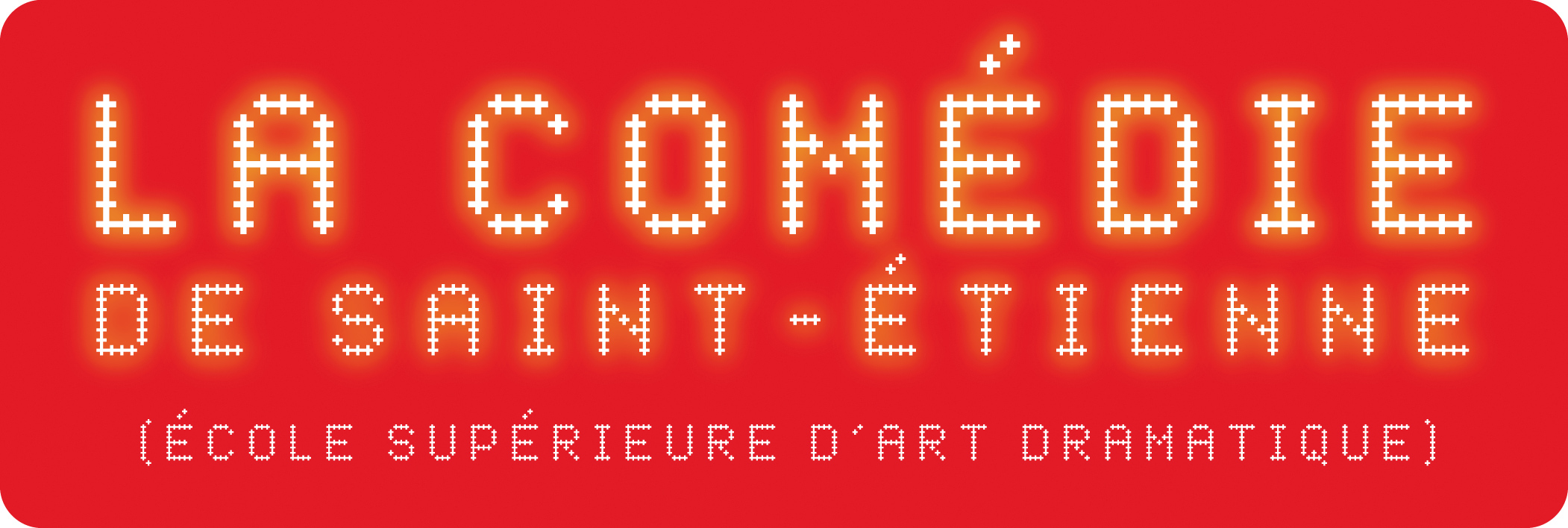
Ancien logo

L’École de la Comédie de Saint-Étienne – École supérieure d’art dramatique fait partie du réseau écoles nationales supérieures d’art dramatique. 

## Historique
Créée en 1982, elle est la plus ancienne école située dans un Centre dramatique national (CDN).
Depuis 2008, L’École de la Comédie est habilitée par le ministère de la Culture et de la Communication à délivrer le Diplôme national supérieur professionnel de comédien (DNSPC). Elle est l’une des six écoles nationales supérieures d’art dramatique en France à être installée au cœur d’un théâtre de création : La Comédie de Saint-Étienne – CDN de Saint-Étienne. 

## Organisation
Le projet pédagogique s’articule autour de cinq axes : l’interprétation ; la formation artistique ; les études critiques en partenariat notamment avec l’Université Jean Monnet de Saint-Étienne et l’École normale supérieure de Lyon ; le parcours professionnel ; l’anglais. Dans ce cadre, L’École de la Comédie a développé également des partenariats avec l’ENSATT, l’École supérieure d’art et design de Saint-Étienne, l’École nationale supérieure d’architecture de Saint-Étienne, l’École supérieure d’acteurs du Conservatoire royal de Liège, le California Institute of the Arts (CalArts) à Los Angeles, la Shanghai Theatre Academy. 
L’accent est mis dans ce projet pédagogique sur le rapport aux auteurs vivants, notamment à travers la commande d’écriture faite systématiquement pour le spectacle de sortie : Christophe Honoré, Un jeune se tue (2012) ; François Bégaudeau, La Grande Histoire (2014) ; Marion Aubert, Tumultes (2015) ; Tanguy Viel (2017) ; Pauline Sales (2018).  
Depuis sa création, le directeur de l'école est le même que celui du théâtre.